# Atarba brevisector
Atarba brevisector är en tvåvingeart som först beskrevs av Alexander 1935.  Atarba brevisector ingår i släktet Atarba och familjen småharkrankar.
Artens utbredningsområde är Venezuela. Inga underarter finns listade i Catalogue of Life.